# William Holmes Borders
William Holmes Borders Sr. (* 24. Februar 1905 in Macon; † 23. November 1993 in Atlanta) war ein US-amerikanischer Geistlicher und Bürgerrechtler.

## Leben
Borders war der Sohn des Geistlichen James Buchanan Borders und dessen Frau Leila Birdsong. Sie waren Afroamerikaner. Nach seinem Schulabschluss entschied er sich, in die Fußstapfen seines Vaters zu treten und ebenfalls Pastor zu werden. Er erhielt 1929 seinen Bachelor of Arts am Morehouse College, 1932 seinen Bachelor of Divinity am Garrett Theological Seminary und 1936 seinen Master of Arts an der Northwestern University. Während seines Studiums wurde er ein Anhänger der Social Gospel. 1931 heiratete er Julia Pate, mit der er zwei Kinder hatte.
Borders war 1931 bis 1936 Pastor der Second Baptist Church in Evanston, woraufhin er ein Jahr lang am Morehouse College lehrte. 1937 wurde er Pastor der Wheat Street Baptist Church in Atlanta. Durch seine erfolgreiche Führung der ehemals hoch verschuldeten Kirche gewann er einen Ruf als junger und dynamischer Pastor und geschickter Administrator. Um seiner Gemeinde wirtschaftlich auf die Sprünge zu helfen, richtete er in der Kirche eine Arbeitsvermittlung und eine Credit Union ein. In den frühen 1940ern erhielt er eine eigene Radiosendung, in der er jeden Sonntag seine Meinung zu aktuellen gesellschaftlichen Themen wie der Rassentrennung und der Great Migration äußerte. Die Sendung hatte großen Erfolg und erreichte sowohl weiße als auch schwarze Hörer.
Borders setzte sich im Rahmen der Bürgerrechtsbewegung für die Gleichberechtigung der Afroamerikaner ein, die durch die Jim-Crow-Gesetze unterdrückt wurden. Gemeinsam mit anderen Anführern der schwarzen Bevölkerung Atlantas übte er Druck auf den Bürgermeister William B. Hartsfield aus, der seit der Abschaffung der White Primaries 1946 auf die Stimmen der Afroamerikaner angewiesen war. Einer ihrer ersten Erfolge war 1947 die Aufnahme von Schwarzen in die Polizei Atlantas. In den 1950ern erreichten sie durch eine Klage am Obersten Gerichtshof das Ende der Rassentrennung auf öffentlichen Verkehrsmitteln. In den 1960ern organisierte Borders im Rahmen einer Stadterneuerungsinitiative den Bau einer Wohnsiedlung mit niedrigen Mieten, die die Wohnungsnot unter Schwarzen vermindern sollte. 1965, 1970 und 1972 kandidierte er erfolglos für einen Sitz im Repräsentantenhaus von Georgia.
Borders ging 1988 in den Ruhestand und verstarb 1993 an den Folgen einer Herzinsuffizienz.